# سلطانی علیا
سلطانی علیا روستایی در دهستان عربخانه بخش سرداران شهرستان نهبندان استان خراسان جنوبی ایران است.

## جمعیت
بر پایه سرشماری عمومی نفوس و مسکن در سال ۱۳۹۵ جمعیت این روستا ۹۸ نفر (۳۱خانوار) بوده‌است.

## لغت نامه دهخدا
سلطانی. [س ُ] (اِخ) دهی است از دهستان نهبندان بخش شوسف شهرستان بیرجند، دارای ۱۲۰۸ تن سکنه و آب آن از قنات است. محصول آن غلات، لبنیات و شغل اهالی زراعت و مالداری است. راه مالرو دارد.